# Heinrich Pesch
Heinrich Pesch (Colonia, 17 settembre 1854 – Valkenburg, 1º aprile 1926) è stato un economista e sociologo tedesco, esponente di spicco del solidarismo cristiano..
La sua opera principale, Lehrbuch der Nationalökonomie, è considerata una fonte dell'enciclica sociale di papa Pio XI Quadragesimo anno.

## Biografia
Nato a Colonia il 17 settembre 1854 Heinrich Pesch era il fratello del teologo neoscolastico gesuita Tillmann Pesch. Dopo aver studiato legge a Bonn Pesch entrò nella Compagnia di Gesù nel 1876. Fece il suo noviziato con i gesuiti tedeschi in esilio nei Paesi Bassi. Pesch fu inviato a Bleijenbeek nel Limburgo per compiervi gli studi di filosofia (1878-1881). Completò gli studi teologici a Ditton Hall in Inghilterra (1884-1888). Mentre si trovava in Inghilterra, Pesch tenne lezioni per alcuni anni alla scuola gesuitica Stella Matutina. Fu ordinato sacerdote nel 1888.
Dal 1892 al 1900, Pesch fu direttore del seminario teologico di Magonza, dove scrisse la sua prima opera, Liberalismus, Sozialismus und Christliche Gesellschaftsordnung (Liberalismo, Socialismo e Società Cristiana). Grazie alle conferenze del pubblicista Rudolf Meyer, Pesch entrò in contatto con le idee di Marx e Rodbertus. Dopo avere approfondito gli studi economici con Schmoller e Wagner a Berlino (1900-1902), Pesch si trasferì in Lussemburgo e lavorò alla sua opera principale Lehrbuch der Nationalökonomie (voll. 5, Friburgo in B. 1905-23). Morì nel 1926.

## Pensiero economico
Heinrich Pesch teorizzò il solidarismo cristiano, un sistema fondato su valori morali di solidarietà sociale dove gli individui pongano in secondo piano i loro interessi privati a favore di quelli collettivi.
La sua dottrina può essere considerata un ponte tra il pensiero sociale cattolico espresso nell'enciclica Rerum novarum (1891) di Leone XIII e quello teorizzato nella Quadragesimo anno (1931) di Pio XI.
Dopo la pubblicazione dell'opera di Adam Smith La ricchezza delle nazioni (1776), l'economia si presenta come uno studio scientifico separato da considerazioni etiche e filosofiche. L'attività economica tendente a realizzare il massimo interesse, soprattutto monetario, si svolge secondo leggi meccaniche rappresentate matematicamente.
Le raffigurazioni matematiche, non a caso, o perché le ignorasse, sono invece quasi del tutto assenti nei volumi dell'opera di Pesch che privilegia invece lo studio della natura dell'uomo e il suo rapporto con la famiglia, la società e la proprietà curando anche di evidenziare i rapporti dell'economia con le scienze sociali.
Pesch, economista cattolico, contesta il socialismo e ogni forma di sistema collettivistico. La proprietà privata, la famiglia e lo Stato sono per lui la garanzia dell'ordine sociale.
Rifiuta altresì l'egoismo del capitalismo e del libero mercato a cui contrappone la naturale reciproca interdipendenza di tutti che si esprime nell'ideale del solidarismo.
Capitale e lavoro sono reciprocamente connessi e interdipendenti e quindi nessun contrasto dovrebbe nascere tra loro. È assurdo pensare che la società possa progredire se i suoi membri pensino a soddisfare i propri particolari interessi così come in una famiglia la massima felicità si realizza quando ognuno collabora al benessere di tutti.

## Opere
- Liberalismus, Socialismus und Christliche Gesellschaftsordnung, Vol. 2, Herder, 1900.
- Lehrbuch der Nationalökonomie, Freiburg im Breisgau, Herder, 1905-23 (5 Vol.)
- Die Soziale Befähigung der Kirche, Verlag der Germania, 1911.
- Ethik und Volkswirtschaft, Herdersche Verlagshandlung, 1918.

### Traduzioni inglesi
- "Christian Solidarism." In: Joseph N. Moody (Ed.), Church and Society. New York: Arts, Inc., 1953.
- Heinrich Pesch on Solidarist Economics: Excerpts from the Lehrbuch Der Nationalökonomie. Translated by Rupert J. Ederer. University Press of America, 1998.
- Liberalism, Socialism and Christian Social Order, Translated by Rupert J. Ederer. Edwin Mellen Press, 2000 (5 vol.)
  - Book 1: The Philosophical Roots Of Economic Liberalism
  - Book 2: The Free Market Economy Or Economic Order?
  - Book 3: Private Property As A Social Institution
  - Book 4: The Christian Concept Of The State
  - Book 5: Modern Socialism
- Teaching Guide to Economics, Translated and Edited by Rupert J. Ederer. Edwin Mellen Press, 2002 - 2003 (10 Vol.) [10][11]
  - Book One: Foundations for Economic Life (2 vols.)
  - Book Two: Economic Systems and the Nature and Dispositional Causes of the Wealth of a Nation (2 vols.)
  - Book Three: The Active Causes in the Ongoing Economic Process (2 vols.)
  - Book Four: The Satisfaction of a Nation’s Wants as the Purpose of the National Economy and Production (2 vols.)
  - Book Five: General Economics (2 vols.)
- Ethics and the National Economy, Translated with an introduction by Rupert Ederer, IHS Press, 2003.